# Bâle-Strasbourg-Bâle
Bâle-Strasbourg-Bâle, (ou « Basel-Straßburg-Basel »), est une ancienne course cycliste suisse de 300 kilomètres, organisée en 1892 et 1893 entre la ville de Bâle en Suisse et celle de Strasbourg alors en Alsace-Lorraine.

## Palmarès
| Année | Vainqueur        | Deuxième         | Troisième    |
| ----- | ---------------- | ---------------- | ------------ |
| 1892  | Lucien Lesna     | Jean-Marie Corre | Kühn         |
| 1893  | Auguste Stéphane | Marius Allard    | Lucien Lesna |